# Europe-Jeunesse
 (juillet 2024).
La mise en forme du texte ne suit pas les recommandations de Wikipédia : il faut le « wikifier ».
Les points d'amélioration suivants sont les cas les plus fréquents. Le détail des points à revoir est peut-être précisé sur la page de discussion.
- Les titres sont pré-formatés par le logiciel. Ils ne sont ni en capitales, ni en gras.
- Le texte ne doit pas être écrit en capitales (les noms de famille non plus), ni en gras, ni en italique, ni en « petit »…
- Le gras n'est utilisé que pour surligner le titre de l'article dans l'introduction, une seule fois.
- L'italique est rarement utilisé : mots en langue étrangère, titres d'œuvres, noms de bateaux, etc.
- Les citations ne sont pas en italique mais en corps de texte normal. Elles sont entourées par des guillemets français : « et ».
- Les listes à puces sont à éviter, des paragraphes rédigés étant largement préférés. Les tableaux sont à réserver à la présentation de données structurées (résultats, etc.).
- Les appels de note de bas de page (petits chiffres en exposant, introduits par l'outil «  Source ») sont à placer entre la fin de phrase et le point final[comme ça].
- Les liens internes (vers d'autres articles de Wikipédia) sont à choisir avec parcimonie. Créez des liens vers des articles approfondissant le sujet. Les termes génériques sans rapport avec le sujet sont à éviter, ainsi que les répétitions de liens vers un même terme.
- Les liens externes sont à placer uniquement dans une section « Liens externes », à la fin de l'article. Ces liens sont à choisir avec parcimonie suivant les règles définies. Si un lien sert de source à l'article, son insertion dans le texte est à faire par les notes de bas de page.
- La présentation des références doit suivre les conventions bibliographiques. Il est recommandé d'utiliser les modèles {{Ouvrage}}, {{Chapitre}}, {{Article}}, {{Lien web}} et/ou {{Bibliographie}}. Le mode d'édition visuel peut mettre en forme automatiquement les références.
- Insérer une infobox (cadre d'informations à droite) n'est pas obligatoire pour parachever la mise en page.

Pour une aide détaillée, merci de consulter Aide:Wikification.
Si vous pensez que ces points ont été résolus, vous pouvez retirer ce bandeau et améliorer la mise en forme d'un autre article.
Europe-Jeunesse est un mouvement autoproclamé scout, laïc néopaïen français fondé en 1973, influencé par la Nouvelle Droite, courant de pensée politique d'extrême droite tendance nationale-européenne apparu en 1969 avec la fondation du Groupement de recherche et d'études pour la civilisation européenne,.

## Histoire
Ce mouvement a été créé en 1973 par Pierre Vial, Jean Mabire, Jean-Claude Valla et Maurice Rollet, tous membres du GRECE. Le premier camp organisé a eu lieu à Bussy-en-Othe en juillet 1973 sous la supervision de Raymond Ferrand, ancien membre d'Europe-Action,. Europe-Jeunesse se forme en association en 1975.
Europe-Jeunesse est la tentative d'opérer une synthèse entre le mouvement scout de Nicolas Benoit (1875-1914) et le Jugendbewegung. Le mouvement a pour devise « Plus est en nous » et a pour emblème un casque spartiate stylisé, symbole repris au mouvement Europe-Action et à la FEN,.
Parmi les fondateurs de la société civile immobilière Temenos, entreprise propriétaire d'un terrain dans le Cantal accueillant une partie des activités d'Europe-Jeunesse, figurent d'anciens membres de l'Organisation de l'armée secrète, des héritiers de la collaboration, et Claude Chollet, figure de la Nouvelle Droite,.
En 2025, l'actualité de l'existence du mouvement est incertaine.

## Activités
L'organisation fonctionne sur un système de cooptation et accueille des enfants dès neuf ans répartis en différentes classes d'âge (« petits loups », « cadets », « horde », « raider »). Elle organise des camps et activités axés sur l'exaltation des « traditions guerrières du monde blanc » et le but déclaré de « transmettre aux plus jeunes les valeurs et les manières de vivre qui nous définissent comme Européens ». Elle a également pour but de former les futurs cadres de l'extrême droite française.

## Bans régionaux
Europe-Jeunesse est organisé en dix bans régionaux "ethno-culturels":
- "Sang et or" autour de Nîmes.
- "Scouts Lions-Armés" dans le Périgord.
- "Ligurie" autour de Nice.
- "Comté Toulousain" autour de Toulouse.
- "Scouts Alpins" autour de Lyon et Grenoble.
- "Île-de-France" en Île-de-France.
- "Alsace" en Alsace.
- "An Avel Mor" en Bretagne.
- "Normandie" en Normandie.
- "Gallia Belgica" en Wallonie.

Les activités se font suivant le cycle naturel païen : l'équinoxe, le solstice, la fête celte de Samain, etc.

## Effectifs et membres notables
Le Quid 2007 recensait 350 membres situés au Nord de la France.
Le militant politique d'extrême droite Yvan Benedetti était membre d'Europe-Jeunesse.
Les enfants du co-fondateur du Club de l'horloge et membre du GRECE Jean-Yves le Gallou en ont fait partie.
Les filles de Frédéric Chatillon, figure du Groupe union défense, en ont également fait partie,.